# Article 34 de la Charte canadienne des droits et libertés
 (novembre 2023).
L’article 34 de la Charte canadienne des droits et libertés est le dernier article de la Charte des droits de la Constitution du Canada. Il fournit un guide pour la référence juridique à la Charte.

## Texte
« 34. Titre de la présente partie : Charte canadienne des droits et libertés. »

— Article 34 de la Charte canadienne des droits et libertés